# Etika (youtuber)
Desmond Daniel Amofah, známější pod přezdívkou Etika (12. května 1990 New York – 19. června 2019 tamtéž), byl americký youtuber, streamer a model. Proslavil se svými reakcemi na trailery postav ze série Super Smash Bros. a na prezentace Nintendo Direct, jakož i svým hraním a komentováním různých videoher. Žil v newyorské čtvrti Brooklyn, jeho otcem byl ghanský politik Owuraku Amofah.
Svoji online kariéru zahájil v roce 2007, v roce 2012 založil svůj hlavní YouTube kanál s názvem EWNetwork (Etika World Network). Jeho fanouškovská základna si začala říkat „JOYCONBOYZ“, v odkazu na ovladače Joy-Con konzole Nintendo Switch. Popularitu si získal zejména po vydání hry Super Smash Bros. 4, především díky svým reakčním videím na novinky o této hře. Jeho obsah zahrnoval průchody hrou, či reakční videa. Na svých různých YouTube kanálech nasbíral v souhrnu přes milion odběratelů a více než 146 milionů zhlédnutí.
V období od října 2018 do května 2019 vykazoval Amofah známky psychického strádání, opakovaně hrozil sebevraždou a byl několikrát hospitalizován. V tomto období zveřejnil na kanálu EWNetwork pornografický obsah, čímž porušil pravidla platformy, což vedlo k zablokování kanálu. Následně publikoval na sociálních sítích několik příspěvků naznačujících úmysl ukončit svůj život. Po omluvě založil nový kanál EtikaFRFX, který byl za obdobné porušení rovněž odstraněn. Poté veřejně projevoval nestandardní chování, zveřejňoval například nejasné zprávy a streamoval situaci, kdy byl zadržen policií.
20. června 2019 byl Amofah nahlášen jako pohřešovaný, poté co se na jeho kanálu TR1Iceman objevilo omluvné video. O pět dní později, 25. června, bylo jeho tělo nalezeno v řece East River poblíž Manhattanského mostu. Úřady potvrdily, že příčinou jeho smrti byla sebevražda skokem z mostu a utonutím. Amofahova smrt vyvolala šok a zármutek mezi fanoušky i ostatními tvůrci na YouTube; někteří komentátoři se zároveň pozastavovali nad tím, že známky jeho zhoršujícího se psychického stavu byly veřejností přehlíženy nebo zlehčovány. Na jeho památku byly uspořádány vzpomínkové akce, včetně památníků vytvořených fanoušky a muralů.

## Mládí a rodina
Desmond Daniel Amofah se narodil 12. května 1990 v Brooklynu, do rodiny ghanského politika a právníka Owuraka Amofaha, a Sabriny Amofahové. Jeho otec byl členem v letech 1992–1996 ghanského parlamentu za stranu Abuawaka Central constituency. Příbuzný otce Owuraka (nazýván strýcem) Nana Akufo-Addo z přední ghanské rodiny Ofori-Atta, se v lednu 2017 stal prezidentem Ghany. Amofah měl několik sourozenců, mezi nimi i staršího bratra, Randy Amofaha, který zemřel 31. října 2010 na astmatický záchvat, když projížděli písečnou bouří v Ghaně a také nevlastního bratra, Cardinala Valeryho, který se po jeho smrti pustil do tvorby internetových videí. Cardinal čelil kontroverzím ze strany Amofahových fanoušků, včetně obvinění, že zneužil Amofahovu smrt ke svému osobnímu finančnímu prospěchu.
Amofah žil v New Yorku, pobýval především v Brooklynu. Před svou kariérou na platformě YouTube se Amofah věnoval modelingu a rapu, přičemž v letech 2007 až 2009 nahrával rapová videa pod jménem „Iceman“. V roce 2007 vydal nezávisle produkovaný mixtape s názvem Written in Ice. S modelingem začal ve svých dvaceti letech a pokračoval v něm až do roku 2015. Vlastnil účet na modelingové stránce Model Mayhem, kde uvedl, že je „docela vysoký“ a že jeho poslední měření výšky bylo „šest stop a šest palců“. Amofah se také potýkal s bezdomovectvím, dočasně žil v útulku poté, co opustil svou práci v Uniqlu a stal se youtuberem na plný úvazek.
Ve svém tweetu uvedl, že pseudonym „Etika“ pochází z videohry Sonic Battle z roku 2003. Ve hře mohli hráči zadat cheatovací kód s názvem „EkiTa“; on se rozhodl pro vytvoření svého uživatelského jména prohodit písmena T a K, jelikož se mu „tento výsledek líbil více“. K pěstování svého specifického účesu ho inspirovala hra Grand Theft Auto: San Andreas, ve které se tento účes objevil.

## Youtube kariéra
Amofah dříve na YouTube používal účet pod jménem „TR1Iceman“, avšak v roce 2012 si založil nový kanál s uživatelským jménem „EWNetwork“ (Etika World Network), na němž vysílal přímé přenosy zaměřené na hraní videoher a reakce. Do ukončení činnosti kanálu v roce 2018 získal více než 800 000 odběratelů. Během několika měsíců po založení náhradního kanálu „EtikaFRFX“ dosáhl počtu 300 000 odběratelů a na svém původním kanálu „TR1Iceman“ překonal hranici 130 000 odběratelů. Celkově Amofah napříč svými různými kanály na YouTube nasbíral přes 1 milion odběratelů a více než 146 milionů zhlédnutí.

### Začátky a popularita (2012–2018)
Amofahova tvorba byla primárně zaměřena na obsah týkající se značky Nintendo. Zpočátku se věnoval převážně představování herních novinek, avšak postupně se jeho tvorba přesunula k videím typu „Let's Play“ se zaměřením na hry od Nintenda a k reakčním videím na oznámení z herního světa, například na prezentace Nintendo Direct. Jeho reakční videa byla známá svým výrazně expresivním a energickým stylem; často obsahovala scény, v nichž v nadšení padal ze židle nebo rozhazoval předměty po místnosti. Popularitu si získal v roce 2014, zejména díky svým reakcím na novinky o tehdy ještě nevydané bojové hře Super Smash Bros. 4. Jedním z jeho nejznámějších videí byla reakce na oznámení přidání postavy Mewtwo z Pokémonů jakožto stahovatelného bojovníka. V tomto videu Amofah nadšeně křičí „Mewtwo!“ přičemž vulgaárně nadává. Video se stalo nejzhlédnutějším obsahem na kanálu EWNetwork a bylo sdíleno i samotným tvůrcem hry, Masahirem Sakuraiem. Podobné popularity dosáhlo i jeho video z roku 2018, v němž reagoval na oznámení hry Super Smash Bros. Ultimate.
Jeho kanál dále rostl, neboť pokračoval ve videích s reakcemi na herní novinky i dění v prostředí platformy YouTube. Podle vlastních slov si ročně vydělával přes 300 000 dolarů. Přesto však v červnu 2017 ve videu uvedl, že se potýkal s četnými tzv. „chargebacky“ – falešnými dary zaslanými na jeho PayPal účet, jejichž následné storno mu způsobilo značné ztráty na poplatcích, v řádu stovek dolarů.
Své fanoušky označoval jako „JOYCONBOYZ“, podle ovladačů Joy-Con konzole Nintendo Switch. Tento název vznikl při virálním livestreamu v listopadu 2016, kdy Amofah tvrdil, že má k dispozici konzoli Nintendo Switch ještě před jejím oficiálním vydáním. Po výzvách od sledujících se ukázalo, že model konzole, který Amofah prezentoval, byl 3D-tištěný výtvor jiného youtubera jménem Sandqvist, zhotovený na jeho předchozí žádost. Všemu předcházelo přednahrané video s názvem Life with Nintendo Switch, v němž falešnou konzoli použil.
Svá videa často uzavíral charakteristickou rozlučkovou větou: „Take care of yourselves, and of course, as usual, please have yourself a damn good one.“ (volně přeloženo: „Dávejte na sebe pozor a, samozřejmě jako vždy, přeji vám zatraceně dobrej den.“). V Japonsku byl kvůli svému účesu často označován přezdívkou „Guile-kun“, odkazující na postavu Guilea z bojové hry Street Fighter. Ačkoliv se ve své tvorbě zaměřoval primárně na Nintendo, zveřejňoval i záznamy hraní her jiných vydavatelů, jako byly například Call of Duty, Overwatch, či Doki Doki Literature Club!. Byl rovněž fanouškem titulů jako Final Fantasy VII nebo Minecraft, v oblibě měl anime a japonskou kulturu a často streamoval, jak sleduje anime seriály (například Attack on Titan) které komentoval.

### Ukončení kariéry (2018–2019)
V posledních měsících svého života Amofah veřejně vykazoval známky výkyvů chování a duševní nepohody, což přitahovalo všeobecnou mediální pozornost a znepokojovalo jeho fanoušky i širší komunitu na YouTube. Dne 23. října 2018 byl dočasně zablokován na sociální síti Twitter za použití slova „nigga“ v jednom z příspěvků. Na blokaci reagoval nahráním videa, ve kterém slovo opakovaně vyslovoval a obhajoval své právo jej používat. Tvrdil, že toto slovo bylo černošskou komunitou přijato za své a že by již nemělo být považováno za rasovou nadávku. V této souvislosti zmínil i rapery Travise Scotta a Draka, kteří jej ve své tvorbě běžně používají. O dva dny později nahrál na svůj kanál EWNetwork pornografický obsah, čímž porušil pravidla YouTube, a jeho kanál tak byl následně zrušen. Po tomto kroku Amofah publikoval na svých sociálních sítích řadu znepokojivých a záhadných zpráv, včetně věty „je řada na mně zemřít“, doplněné snímkem obrazovky ze zrušeného účtu. Mnozí sledující tyto příspěvky vnímali jako výzvy k sebevraždě, což mezi jeho fanoušky vyvolalo paniku. Tři dny poté, co přestal být aktivní, byl přijat na psychiatrii, kde jej podle vlastních slov lékaři vyšetřili a předepsali mu léky proti úzkosti. Následně se na svém subredditu r/EtikaRedditNetwork veřejně omluvil a zároveň uvedl, že jedním z důvodů zrušení jeho kanálu byla nespokojenost s pravidly YouTube. Na Twitteru prohlásil, že účet záměrně smazal jako protest proti demonetizaci „drsnějšího“ obsahu a politice korektnosti. Krátce po tomto incidentu byl zablokován i na platformě Twitch, a to za použití slova „faggot“ (hanlivé označení gaye) během živého přenosu, kde četl zprávu, která toto slovo obsahovala.

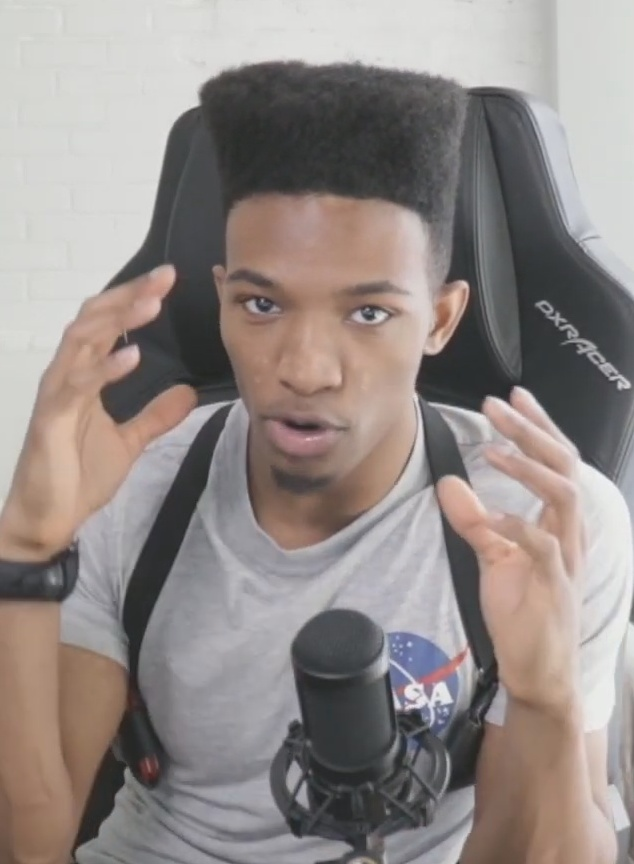
Etika v červnu 2019, 15 dnů před svým zmizením

Po zrušení svého původního účtu na YouTube založil Amofah v říjnu 2018 nový kanál s názvem „EtikaFRFX“, kde chtěl publikovat upřímnější a osobnější obsah. Přestože kanál zpočátku nabral na popularitě, byl v dubnu 2019 opět zrušen poté, co Amofah znovu zveřejnil pornografický materiál. Následně publikoval sérii příspěvků na Twitteru s obsahem souvisejícím se sebevraždou. V jednom z nich uvedl: „Savonarola! Zabiju se! Vy už jste to přece dávno udělali. Hanba vám všem, hloupí lidé.“ V jiném pak psal o tom, že se zastřelí do hlavy. Tento příspěvek vedl k jeho zadržení a hospitalizaci. O několik dní později zveřejnil upravenou fotografii, na níž držel zbraň, kterou jeho expřítelkyně později označila za falešnou. Po svém propuštění se 25. dubna omluvil a své chování vysvětlil jako černý humor.
Během zbytku dubna pokračoval v nevyzpytatelném chování. Dne 29. dubna zveřejnil velké množství záhadných zpráv, včetně homofobních a antisemitských výroků, které později smazal. Téhož dne si zablokoval několik blízkých přátel i kolegů z YouTube. Později téhož dne živě vysílal na Instagramu svůj zásah policií, který sledovalo přes 19 000 lidí. Zásah byl vyvolán poté, co jeden z fanoušků upozornil policii na jeho příspěvky. Před zatčením střídal záběry na policisty a ulici plnou policejních vozů a policejní jednotky odmítal vpustit do bytu. Během přenosu dával najevo strach a vykřikoval citáty a hesla, včetně výroku „Revoluce nebude vysílána v televizi“. Po 45 minutách byl odvlečen na nosítkách a převezen do brooklynské nemocnice. Krátce nato zveřejnil fotografii s propouštěcí zprávou, která jako uváděla diagnózu agitovanost.
Den po přenosu poskytl rozhovor Danielu „Keemstarovi“ Keemovi, moderátorovi internetového pořadu DramaAlert. V rozhovoru hovořil především o smrti a svém pohledu na svět, přičemž se označil za „antikrista“ a uvedl, že chce „očistit život ze Země“. Keem se jej ptal, zda šlo o reklamní tah, nebo zda za jeho chováním stála skutečná psychická porucha. Amofah následně odmítl, že by šlo o jakoukoliv snahu upoutat pozornost, a tvrdil, že život je „videohra“ a že „smrt nic neznamená“. Když se ho Keem zeptal, proč tedy žít, pokud jde jen o simulaci, a zda by nebylo lepší „skočit z útesu“, rozhovor vyústil v hádku a Amofah náhle rozhovor skončil. Téhož dne Amofah živě vysílal video, v němž jedl syrová vejce, napodoboval opičí zvuky a poté hrál hru Super Smash Bros. Ultimate.
Po rozhovoru byl Amofah 1. května znovu zadržen za napadení policisty. Na videu bylo vidět, jak přistoupl k policistovi, vztyčil prostředníčky a poté do něj strčil, načež se policista pokusil o protiútok. Amofah nebyl zatčen, nýbrž opět hospitalizován. Po dvoutýdenní hospitalizaci byl 14. května propuštěn a pokračoval v nahrávání reakčních videí na svém kanálu TR1Iceman. Sám tvrdil, že policista jej napadl jv reakci na gesto a že jednal v sebeobraně. Mezi jeho posledními videi byly reakce na film Ježek Sonic, seriál Black Mirror a prezentace Nintendo Direct.

Jeho nestabilní chování bylo v této době velkou částí internetové komunity vnímáno spíše jako podívaná než jako projev duševní nemoci. Video se zásahem proti policistovi bylo na internetu šířeno s posměšnými titulky a se smíchem přihlížejících. Na sociálních sítích jeho chování mnozí zesměšňovali pomocí emotikonů klauna. Mezi fanoušky se rozšířily spekulace, že všechny jeho kontroverze jsou součástí jakési alternativní reality.
„Ať je můj příběh varováním před přemírou toho sajrajtu ze sociálních sítí, člověče. Může tě to zničit. Může ti to dát představu o tom, jaký by měl být tvůj život, a ta představa může být naprosto mimo realitu, kámo. Bohužel, mě to pohltilo. Zapomněl jsem kvůli tomu na následky svých činů. Zapomněl jsem, že za to, co řekneme, se platí. Zapomněl jsem, že slova mají váhu. Byl jsem tak posedlý tím dokonalým obrazem sebe sama, že jsem si myslel, že jsem neporazitelný. Říkal jsem si: ‘Jo, mám to předurčený, nic mě nezastaví’.“

– Amofah ve svém posledním videu

## Zmizení a smrt
O půlnoci dne 20. června 2019 bylo na kanál TR1Iceman nahráno předtočené video s názvem I'm sorry („Omlouvám se“). Ve videu se Amofah prochází ulicemi New Yorku a hovoří o svém duševním zdraví, sebevražedných myšlenkách a negativních aspektech sociálních sítí. Omlouvá se za to, že od sebe odháněl lidi, a zároveň varuje před nadužíváním sociálních médií. V popisu videa se nacházela omluvná zpráva, v níž Amofah vyjádřil podobné pocity. Video bylo krátce po zveřejnění ze strany YouTube odstraněno pro porušení pravidel komunity, později ale bylo znovu zveřejněno na jiných platformách. Poté, co zanechal některé své osobní věci na pěší části Manhattanského mostu, skočil Amofah do řeky East River a utonul.
Jako pohřešovaný byl Amofah na newyorskou policii (NYPD) nahlášen den po zveřejnění videa. Krátce po jeho zmizení se mu další internetové osobnosti i fanoušci marně pokoušeli dovolat a vyjádřit mu podporu a uznání za jeho dosavadní tvorbu. Zvláštní pozornost vyvolal jeho dřívější tweet z 2. června, v němž se řečnicky ptal, kdy by měl mít další psychický kolaps. Brzy poté byly na pěší části Manhattanského mostu nalezeny Amofahovy osobní věci, včetně batohu, peněženky, brašny na notebook, mobilního telefonu, náhradního oblečení a konzole Nintendo Switch.
Večer dne 24. června bylo poblíž mola č. 16 v přístavu South Street Seaport, asi 800 metrů po proudu řeky od místa, kde byly nalezeny jeho věci, spatřeno tělo. Nález byl nahlášen newyorské policii. Ráno 25. června bylo tělo vytaženo z vody a úřady potvrdily, že se jedná o Amofahovo tělo. Následující den Úřad hlavního soudního lékaře potvrdil jako příčinu smrti sebevraždu utonutím. Amofahovi bylo 29 let.

### Reakce a analýzy
Po oznámení Amofahovy smrti se jeho jméno stalo celosvětově nejdiskutovanějším tématem na Twitteru, neboť řada jeho fanoušků mu vzdávala hold. Mnoho známých youtuberů mu prostřednictvím sociálních sítí vyjádřilo soustrast. Mezi prvními byl Felix Kjellberg, známý jako PewDiePie, který na Twitter napsal: „Je těžké uvěřit, že je skutečně pryč. Odejít takhle brzy... Navždy zůstaneš v našich srdcích. Odpočívej v pokoji, Etiko.“ Beauty youtuber James Charles uvedl: „Srdce mi těžkne při téhle zprávě. Doufám, že si komunita KONEČNĚ uvědomí, že tvůrci obsahu jsou lidské bytosti s reálnými a oprávněnými emocemi.“ Oficiální účet YouTube Creators zveřejnil v prohlášení: „Truchlíme nad ztrátou Etiky, milovaného člena naší herní komunity.“ Vyjádření soustrasti zveřejnil i rapper Lil Nas X, který uvedl, že Amofaha sice osobně neznal, ale věděl, že „inspiroval mnohé a přinášel radost“. Mezi další osobnosti, které vyjádřily soustrast, patřili například Keem, DanTDM a SonicFox.
Okolnosti Amofahovy smrti otevřely na sociálních sítích diskuzi o duševním zdraví tvůrců online obsahu. V článku serveru The Verge influenceři jako Asmongold nebo CoryxKenshin vyjádřili znepokojení nad negativními reakcemi, jimž tvůrci čelí, a nad představou, že tito lidé jsou vůči kritice imunní jen proto, že vydělávají peníze prostřednictvím internetu. Lékař interní medicíny Alan Bunney poukázal na to, že problémy s duševním zdravím jsou mezi tvůrci stále častější. Fiona Nova, tvůrkyně obsahu a Amofahova přítelkyně, na Twitteru kritizovala některé fanoušky za to, že jeho duševní problémy považovali za žert, zatímco jeho expřítelkyně Christine Cardona uvedla, že Amofah měl naopak tendence vyhledávat negativní reakce na svou osobu. Amofahova smrt zároveň znovu otevřela otázku, jak by měly sociální sítě reagovat na příspěvky uživatelů vykazujících známky duševní nepohody nebo těch s úmyslem spáchat sebevraždu. YouTube po odstranění jeho posledního videa uvedl, že se jedná o standardní postup, který má omezit riziko napodobování sebezraňujícího chování. Platforma zároveň nabízí uživatelům odkazy na národní linky krizové pomoci a informační materiály o duševním zdraví. Přesto byl Amofahův případ některými komentátory vnímán jako důkaz pasivního přístupu YouTube k problematice duševního zdraví tvůrců.
Novináři i odborníci na duševní zdraví upozornili, že v několika videích, která Amofah před smrtí zveřejnil, byly patrné známky jeho psychické nepohody. Mnozí diváci však tato varování přehlíželi, nebo je považovali za součást jeho stylu humoru. Výsledkem bylo, že i jeho poslední video někteří považovali za další žert a zlehčovali jeho stav. Keem se po jeho smrti vyjádřil, že nikdy nebyl plně přesvědčen, že Amofah skutečně trpěl duševní nemocí, neboť tomu nenasvědčovaly ani jejich soukromé rozhovory. Odborníci poukázali na nutnost důkladnějšího výzkumu vlivu sociálních sítí na psychiku tvůrců obsahu. Výzkumníci Kaylee Kruzan a Victor Schwartz například upozornili na nerovnováhu v počtu studií zaměřených na dospívající uživatele oproti dospělým tvůrcům a influencerům. V článku časopisu Rolling Stone psycholožka April Foreman, Ph.D., analyzovala obecnou informovanost o duševním zdraví a sebevražedném chování v komunitě online hráčů. Margi Murphy z The Daily Telegraph popsala Amofahovo vystupování v jeho posledním videu jako ukázku tvrzení psychiatra Richarda Grahama o rozostřeném vnímání reality a virtuálního světa vlivem livestreamů. Patricia Hernandez ze serveru Polygon ve svém zamyšlení vyjádřila názor, že Amofah nebyl brán vážně jak ze strany fanoušků, tak ze strany zdravotních institucí. Uvedla: „Zneklidňující je to tiché uvědomění, že se vše odehrávalo přímo před našima očima – jasně a zřetelně – a přesto se nic nezměnilo. Je to ten tíživý pocit, že možná, jen možná, jsme to – my, diváci, sociální sítě, platformy jako YouTube – nechali dojít tak daleko.“
Po jeho smrti se část fanoušků zaměřila na Keema, kterého vinili ze spoluodpovědnosti kvůli rozhovoru v DramaAlertu a jeho předchozím i následným výrokům na Twitteru. Keem následně zveřejnil snímky zpráv, které mu údajně poslala Amofahova matka Sabrina, v nichž uvedla, že „Etika měl Keemstarovu show rád“ a chtěl si v ní pouze vytvořit zapamatovatelný moment.  Autentičnost těchto zpráv potvrdila i Christine Cardona. Sabrina zároveň vyzvala fanoušky, aby místo přispívání na pohřební náklady raději podpořili organizace pomáhající lidem s duševním onemocněním. Keem byl přesto později v květnu 2020 znovu obviněn z podílu na Amofahově smrti v rámci videa influencera Ethana Kleina. Klein tuto obžalobu opakoval i v podcastu Frenemies, kde o Amofahovi diskutoval. Keem na to reagoval slovy: „Jeho matka veřejně uvedla, že za tragickou ztrátu Etiky v žádném případě nenesu odpovědnost – a on to přesto dál rozmazává. Natočil o tom dlouhý výlev a tvrdil věci, které jsem nikdy neřekl.“ Dále uvedl, že přátelé a rodina Amofaha požádali Kleina, aby přestal jeho smrt zneužívat k osobním útokům.
Celá kauza i následná kritika vedla mimo jiné k tomu, že Keem ztratil sponzorství energetického nápoje G Fuel.

## Následky
Po Amofahově smrti se na sociálních sítích objevilo velké množství poct, které oslavovaly jeho kariéru. V prosinci 2019 zveřejnil nedělník The New York Times Magazine článek, který uznal Amofahův vliv coby youtubera; autorka Jamie Lauren Keiles uvedla, že přitažlivost jeho obsahu spočívala mimo jiné v nejistotě, co je reálné, a že Amofah „zůstal sám sebou až do konce“. Ve stejném měsíci zařadil videoherní portál Kotaku Amofaha mezi nejlepší hráče roku, přičemž poznamenal, že jeho smrt vedla mnoho fanoušků i internetových osobností k zamyšlení nad vlivem sociálních sítí na duševní zdraví. BBC News uvedla zprávu o jeho úmrtí jako jednu z nejvýznamnějších technologických událostí roku 2019, redaktor Leo Kelion uvedl, že Amofahův výrok z jeho posledního videa – „tento svět na mě zapomene“ – se očividně nenaplňuje. V článku NBC News označil esportový novinář Rod Breslau Amofaha za jednoho z nejvýznamnějších bavičů v historii videoher.

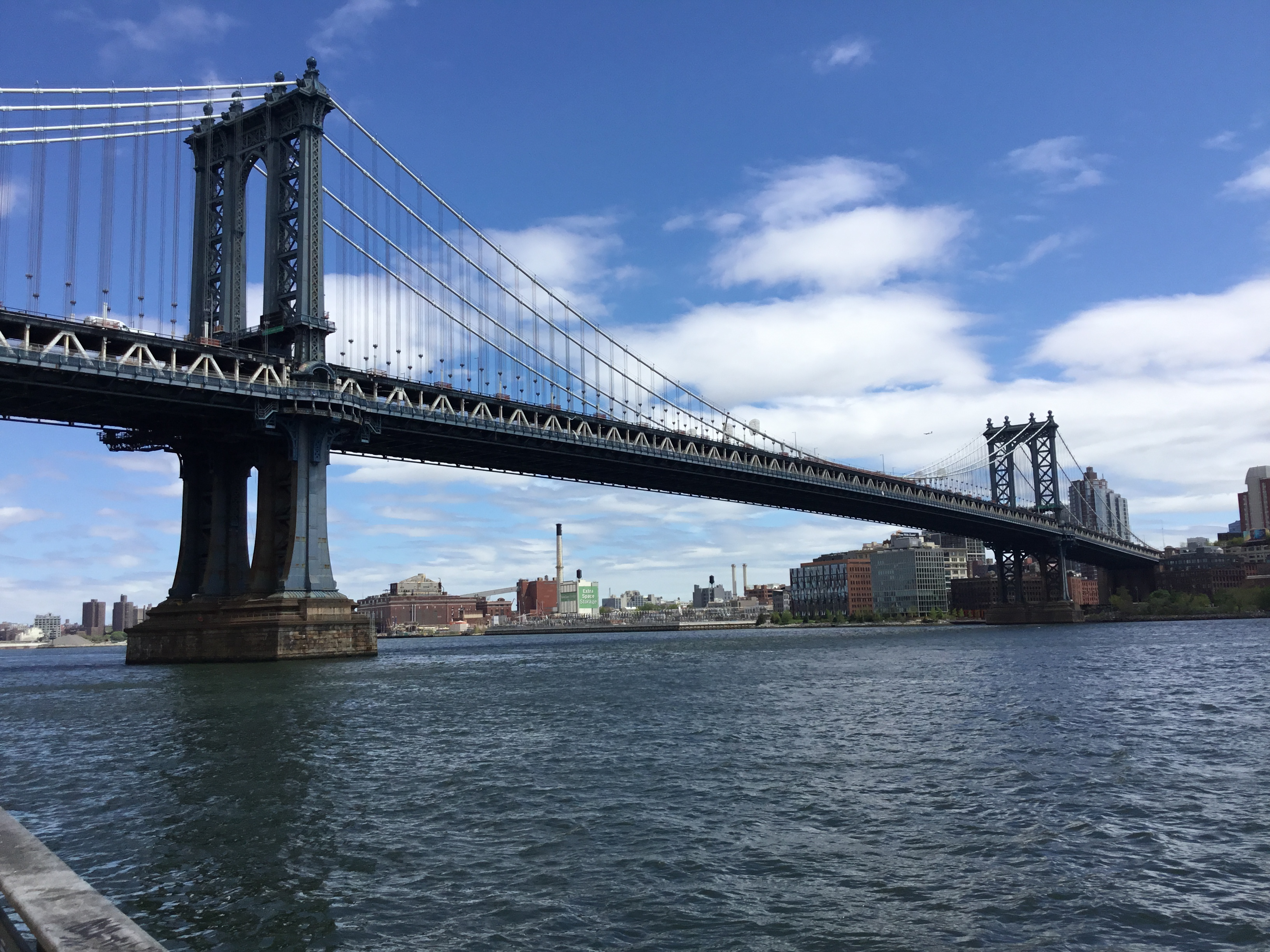
Manhattanský most, kde byl založen památník na Amofahovu památku v reakci na jeho sebevraždu

Po jeho smrti začali fanoušci i youtubeři vyzývat platformu YouTube, aby znovu zveřejnila Amofahovo poslední video jakožto pietní vzpomínku. Na webu Change.org vznikla petice, která kromě obnovení videa požadovala i obnovu jeho původního kanálu, pro zachování jeho odkazu; petici podepsalo 370 000 lidí. Jiná petice, která získala přes dva miliony podpisů, žádala, aby byl Amofah pohřben přímo v centrále YouTube – podle jeho přání vyjádřeného při jednom z dřívějších přenosů. Vzhledem k tomu, že se jednalo o soukromý pozemek, se však tento požadavek nepovažoval za reálný. YouTube zároveň čelil kritice za to, že v roce 2019 ve své každoroční rekapitulaci YouTube Rewind Amofaha nijak nezmínil. PewDiePie následně vytvořil vlastní verzi tohoto videa s názvem YouTube Rewind 2019, but it's actually good, ve které vzdal hold Amofahovi a dalším zesnulým tvůrcům.
Několik dní po jeho smrti vytvořili fanoušci na pěší části Manhattanského mostu improvizovaný památník, kde zanechali dopisy, fanouškovské kresby, sladkosti Twizzlers (které měl Amofah v oblibě), předměty s tematikou Nintenda a další upomínkové předměty. Mnozí si také změnili profilové obrázky na sociálních sítích tak, aby připomínaly logo jeho kanálu, někteří pak sdíleli fotografie svých tetování inspirovaných tímto logem. Vznikl také účet na Twitteru s názvem Memories of Etika, věnovaný jeho památce.
V komunitě hráčů Super Smash Bros. byl na jeho počest uspořádán online turnaj, v němž vystupovala postava Ridley z herní série Metroid, kterou Amofah často hrával. Posmrtně získal ocenění „Nejlepší reakce“ na 3. ročníku Smashies Awards během akce Super Smash Con 2019. V únoru 2021 po Nintendo Direct fanoušci upozornili, že druhý balíček postav ke stažení pro Super Smash Bros. Ultimate zahrnoval několik postav, které Amofah obzvláště obdivoval – mimo jiné Pyru a Mythru ze hry Xenoblade Chronicles 2 či Min Min ze hry Arms – jeho jméno se následně opět stalo trendem na Twitteru.
Kromě pietních vzpomínek se po jeho smrti uskutečnila i řada dobročinných akcí zaměřených na pomoc duševně nemocným. Youtuber a webdesignér Abe Hunter spolu s youtuberem Double-A proměnili Amofahův oficiální web v charitativní stránku, přičemž 100 % výtěžku bylo určeno pro organizaci National Alliance on Mental Illness (NAMI). Vybráno bylo přes 11 tisíc dolarů, které Hunter organizaci předal 15. července 2019. O několik dní později, 21. července, zahájili PewDiePie a americký herec Jack Black sbírku pro NAMI prostřednictvím crowdfundingového portálu GoFundMe. Při této příležitosti společně streamovali hru Minecraft, sám PewDiePie osobně přispěl částkou 10 000 dolarů, celkový výtěžek akce přesáhl 30 000 dolarů. YouTube skupina im salt, která dříve zveřejňovala sestřihy z Amofahových přenosů, uspořádala další charitativní stream, jenž vynesl více než 3 000 dolarů.
Po těchto sbírkách navázali Abe Hunter a Double-A spolupráci s muralistkou BK Foxx a graffiti umělci Kestaadmem a JMZWalls ohledně vytvoření muralu věnovanému Amofahovi v Bushwicku v Brooklynu. Mural, dlouhý přibližně 12 metrů, byl dokončen 6. listopadu 2019 a měl připomínat Amofahův život a zvýšit povědomí o duševním zdraví. Nizozemský youtuber Reversal, Amofahův přítel, následně inicioval kampaň mezi svými 350 000 fanoušky s cílem, aby společnost Niantic přidala místo s muralem jako tzv. PokéStop do hry Pokémon Go. Požadavek byl vyslyšen a místo bylo do hry přidáno v únoru 2020. V říjnu 2022 zorganizovali Hunter, Double-A a BK Foxx vytvoření dalšího muralu na Amofahovu počest.